# Fuelle (vehículos)
Los fuelles son elementos de goma plisados que protegen del agua, del polvo y de la suciedad elementos mecánicos deslizantes o articulados, como los tubos de las horquillas telescópicas de algunas motocicletas y bicicletas de montaña, o diversos componentes de los sistemas de suspensión y de dirección de todo tipo de vehículos.

## En automóviles

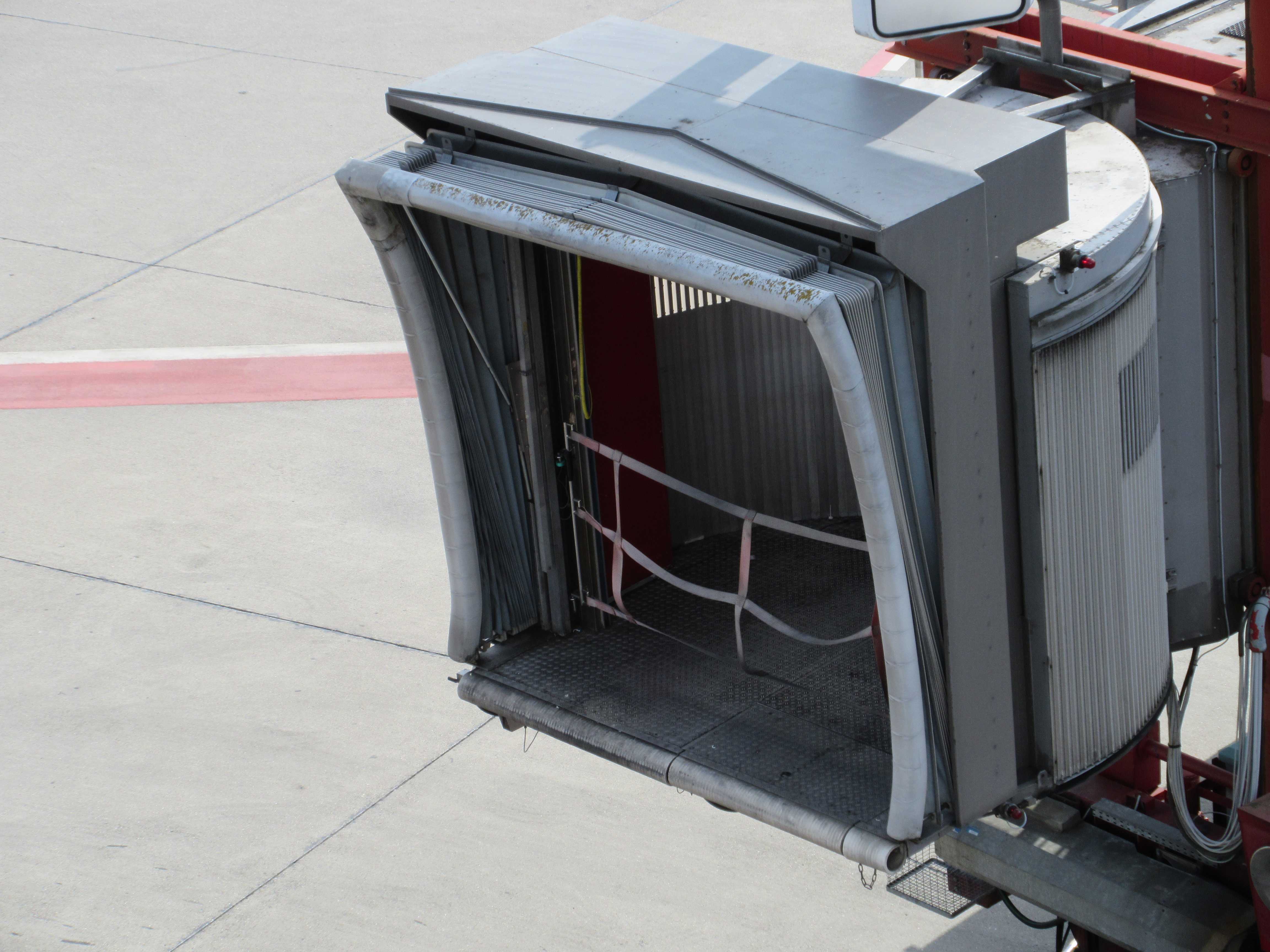
Fuelle de una pasarela aeroportuaria

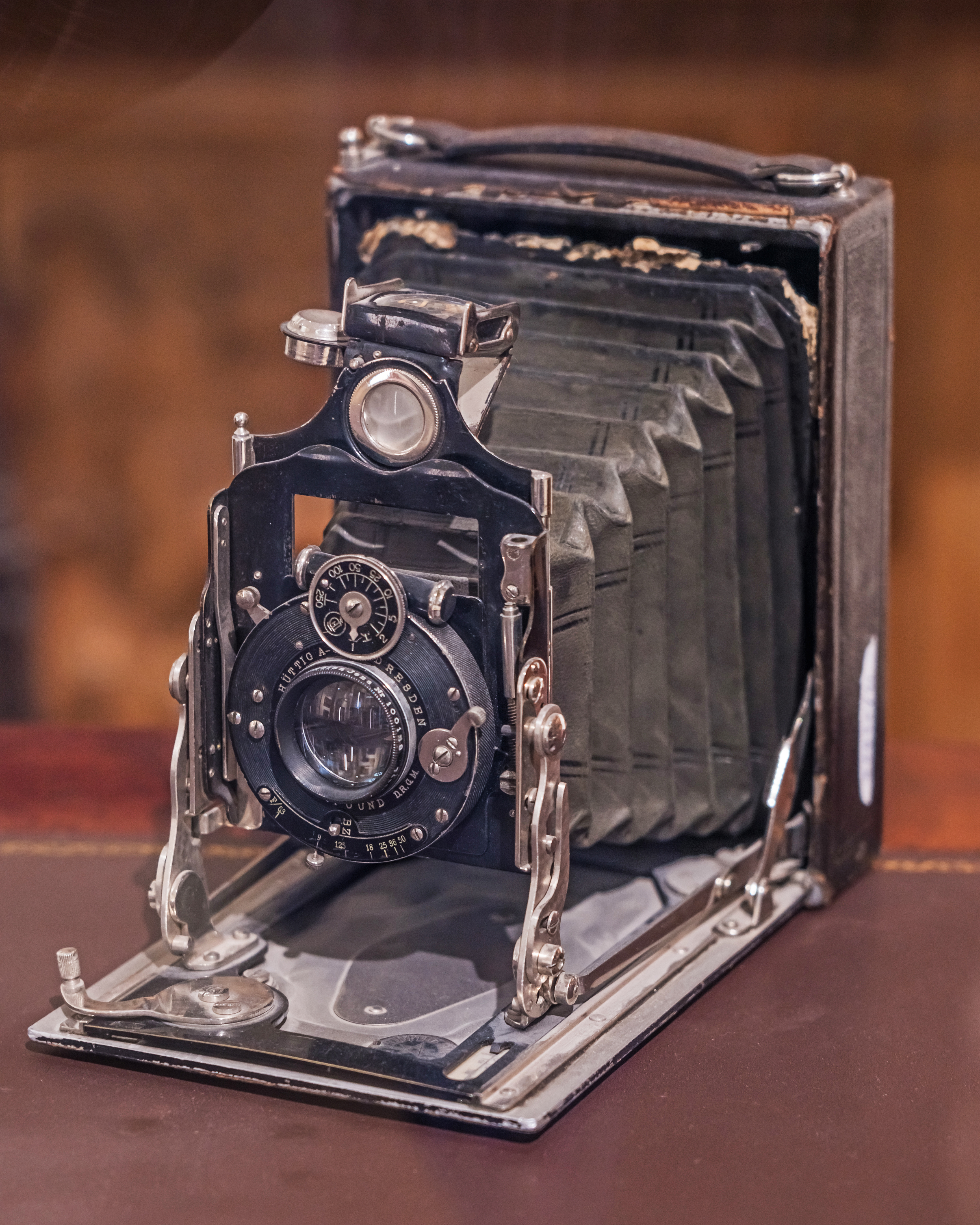
Antigua cámara fotográfica de fuelle

Fuelles similares a los descritos anteriormente encuentran múltiples usos en la mayoría de los vehículos. Se utilizan en ambos extremos de los ejes de transmisión, protegiendo las juntas homocinéticas de la entrada de suciedad y reteniendo la grasa. También evitan la entrada de suciedad donde un componente se desliza dentro de otro, como por ejemplo, en los puntales de la suspensión o en los extremos de las barras de dirección. Por último, también suelen utilizarse para realizar la misma función en lss rótulas, que aparecen en las suspensiones de doble horquilla y los extremos de los palieres.
Así mismo, la palanca de cambios de los automóviles suele tener un fuelle en su base para evitar que la suciedad entre al mecanismo de cambio y para que a su vez el aceite o la grasa del mecanismo de cambio no ensucie el habitáculo. Suelen ser de cuero, cuero sintético, caucho o una tela impermeable.

## Ferrocarriles y vehículos articulados
También se utilizan fuelles de grandes dimensiones para dar continuidad de paso a lo largo de vehículos de pasajeros articulados, como ferrocarriles, tranvías y autobuses. Los sistemas de conexión están formados por la zona pisable, un techo, las paredes interiores y por fuelles ondulados de simple o doble forma.
Los primeros coches ferroviarios con una conexión continua datan de 1887, y fueron patentados por George Pullman. Los vagones de ferrocarril más antiguos tenían plataformas abiertas en sus extremos, que se usaban tanto para acceder al tren, como para pasar de un vagón a otro. Esta práctica era peligrosa, por lo que Pullman decidió cerrar la plataforma para crear un vestíbulo intermedio. Para pasar entre coches, se dispuso un pasillo en forma de fuelle rectangular con un marco de acero, montado sobre una placa de acero pulido situada encima del acoplador central. El vestíbulo evitaba que los pasajeros pudieran caer a la vía y los protegía de las inclemencias meteorológicas cuando se pasaba de un coche a otro. En caso de accidente, el diseño también contribuía a evitar que los coches formaran un acordeón en caso de descarrilamiento. Entre las primeras compañías en utilizar este sistema estuvo el Ferrocarril de Pensilvania, en el servicio "Pennsylvania Limited" a Chicago.

## Otros dispositivos
Con un propósito similar, se utilizan fuelles en las pasarelas de acceso a aeronaves, con el fin de proteger de las inclemencias climatológicas a los pasajeros de un avión cuando embarcan o desembarcan, dado que permiten aislar adecuadamente del exterior tanto los tramos articulados de la pasarela, como su punto de conexión con la aeronave a la que da acceso. Otro ejemplo clásico son las antiguas cámaras fotográficas plegables, en las que el espacio entre el objetivo y el negativo quedaba recubierto por un fuelle de sección troncopiramidal, que permitía hacer más manejable la cámara para su transporte.